# British Academy Film Awards 2011
Die 64. Verleihung der British Academy Film Awards fand am 13. Februar 2011 im Royal Opera House in London statt. Die Filmpreise der British Academy of Film and Television Arts (BAFTA) wurden in 23 Kategorien verliehen. Gastgeber der Veranstaltung war wie in den Vorjahren der britische Moderator Jonathan Ross. 
Die meisten Auszeichnungen erhielt Tom Hoopers Historienfilm The King’s Speech mit insgesamt sieben Preisen, darunter als bester Film und als bester britischer Film. Mit Hauptdarsteller Colin Firth und Helena Bonham Carter und Geoffrey Rush als beste Nebendarsteller gingen gleich drei Darstellerpreise an The King’s Speech. Als beste Hauptdarstellerin wurde Natalie Portman für die Rolle einer Ballerina in Darren Aronofskys Psychothriller Black Swan ausgezeichnet. Mit dem Ehrenpreis der BAFTA, der Academy Fellowship, wurde das Lebenswerk des britischen Schauspielers Christopher Lee gewürdigt.
Bereits bei den Nominierungen, die am 18. Januar 2011 bekanntgegeben wurden, war The King’s Speech mit insgesamt 14 Nennungen der Favorit für die Preisverleihung. Es folgten Black Swan mit zwölf Nominierungen und Christopher Nolans Science-Fiction-Film Inception mit neun Nennungen.
| Film                                                | N  | A |
| --------------------------------------------------- | -- | - |
| The King’s Speech                                   | 14 | 7 |
| Black Swan                                          | 12 | 1 |
| Inception                                           | 9  | 3 |
| 127 Hours                                           | 8  | 0 |
| True Grit                                           | 8  | 1 |
| The Social Network                                  | 6  | 3 |
| Alice im Wunderland                                 | 5  | 2 |
| The Kids Are All Right                              | 4  | 0 |
| We Want Sex                                         | 4  | 0 |
| The Fighter                                         | 3  | 0 |
| Toy Story 3                                         | 3  | 1 |
| Verblendung                                         | 3  | 1 |
| Another Year                                        | 2  | 0 |
| Biutiful                                            | 2  | 0 |
| Drachenzähmen leicht gemacht                        | 2  | 0 |
| Four Lions                                          | 2  | 1 |
| Harry Potter und die Heiligtümer des Todes – Teil 1 | 2  | 0 |

## Favorisierte Filme
Für eine Nominierung bei den 64. BAFTA Film Awards wurden alle Spielfilme berücksichtigt, die zwischen dem 1. Januar und dem 31. Dezember 2010 im Vereinigten Königreich veröffentlicht wurden, beziehungsweise die bei einer geplanten Veröffentlichung bis zum 11. Februar 2010 vom Verleiher vorab der Academy präsentiert wurden. Für Kurzfilme und animierte Kurzfilme galten besondere Regeln, so wurden nur britische Produktionen für diese Kategorien zugelassen. Insgesamt 207 Filme erfüllten diese Bedingungen.
Nach der ersten Wahlrunde wurde von der BAFTA eine Longlist mit jeweils 15 Kandidaten pro Kategorie veröffentlicht. Die britische Produktion The King’s Speech und der amerikanische Psychothriller Black Swan wurden jeweils 15-mal auf der Longlist genannt und galten somit vorab als Favoriten für die BAFTA Film Awards.

## Preisträger und Nominierungen

### Bester Film
The King’s Speech – Iain Canning, Emile Sherman, Gareth Unwin
Black Swan – Mike Medavoy, Brian Oliver, Scott Franklin
Inception – Emma Thomas, Christopher Nolan
The Social Network – Scott Rudin, Dana Brunetti, Michael De Luca, Ceán Chaffin
True Grit – Scott Rudin, Ethan und Joel Coen

### Bester britischer Film (Alexander Korda Award)
The King’s Speech – Tom Hooper, David Seidler, Iain Canning, Emile Sherman, Gareth Unwin
127 Hours – Danny Boyle, Simon Beaufoy, Christian Colson, John Smithson
Another Year – Mike Leigh, Georgina Lowe
Four Lions – Chris Morris, Jesse Armstrong, Sam Bain, Mark Herbert, Derrin Schlesinger
We Want Sex (Made in Dagenham) – Nigel Cole, William Ivory, Elizabeth Karlsen, Stephen Woolley

### Beste Regie
David Fincher – The Social Network
Darren Aronofsky – Black Swan
Danny Boyle – 127 Hours
Tom Hooper – The King’s Speech
Christopher Nolan – Inception

### Bester Hauptdarsteller
Colin Firth – The King’s Speech
Javier Bardem – Biutiful
Jeff Bridges – True Grit
Jesse Eisenberg – The Social Network
James Franco – 127 Hours

### Beste Hauptdarstellerin
Natalie Portman – Black Swan
Annette Bening – The Kids Are All Right
Julianne Moore – The Kids Are All Right
Noomi Rapace – Verblendung (Män som hatar kvinnor)
Hailee Steinfeld – True Grit

### Bester Nebendarsteller
Geoffrey Rush – The King’s Speech
Christian Bale – The Fighter
Andrew Garfield – The Social Network
Pete Postlethwaite – The Town – Stadt ohne Gnade (The Town)
Mark Ruffalo – The Kids Are All Right

### Beste Nebendarstellerin
Helena Bonham Carter – The King’s Speech
Amy Adams – The Fighter
Barbara Hershey – Black Swan
Lesley Manville – Another Year
Miranda Richardson – We Want Sex (Made in Dagenham)

### Bestes adaptiertes Drehbuch
Aaron Sorkin – The Social Network
Nikolaj Arcel, Rasmus Heisterberg – Verblendung (Män som hatar kvinnor)
Michael Arndt – Toy Story 3
Ethan Coen, Joel Coen – True Grit
Simon Beaufoy, Danny Boyle – 127 Hours

### Bestes Original-Drehbuch
David Seidler – The King’s Speech
Stuart Blumberg, Lisa Cholodenko – The Kids Are All Right
Andres Heinz, Mark Heyman, John McLaughlin – Black Swan
Eric Johnson, Scott Silver, Paul Tamasy – The Fighter
Christopher Nolan – Inception

### Beste Kamera
Roger Deakins – True Grit
Enrique Chediak, Anthony Dod Mantle – 127 Hours
Danny Cohen – The King’s Speech
Matthew Libatique – Black Swan
Wally Pfister – Inception

### Bestes Szenenbild
Larry Dias, Guy Hendrix Dyas, Douglas A. Mowat – Inception
Thérèse DePrez, Tora Peterson – Black Swan
Judy Farr, Eve Stewart – The King’s Speech
Jess Gonchor, Nancy Haigh – True Grit
Karen O’Hara, Robert Stromberg – Alice im Wunderland (Alice in Wonderland)

### Beste Kostüme
Colleen Atwood – Alice im Wunderland (Alice in Wonderland)
Jenny Beavan – The King’s Speech
Louise Stjernsward – We Want Sex (Made in Dagenham)
Amy Westcott – Black Swan
Mary Zophres – True Grit

### Beste Maske
Valli O’Reilly, Paul Gooch – Alice im Wunderland (Alice in Wonderland)
Judy Chin, Geordie Sheffer – Black Swan
Elizabeth Yianni-Georgiou – We Want Sex (Made in Dagenham)
Frances Hannon – The King’s Speech
Amanda Knight, Lisa Tomblin, Nick Dudman – Harry Potter und die Heiligtümer des Todes – Teil 1 (Harry Potter and the Deathly Hallows – Part 1)

### Beste Filmmusik
Alexandre Desplat – The King’s Speech
A. R. Rahman – 127 Hours
Danny Elfman – Alice im Wunderland (Alice in Wonderland)
John Powell – Drachenzähmen leicht gemacht (How to Train Your Dragon)
Hans Zimmer – Inception

### Bester Schnitt
Kirk Baxter, Angus Wall – The Social Network
Tariq Anwar – The King’s Speech
Jon Harris – 127 Hours
Lee Smith – Inception
Andrew Weisblum – Black Swan

### Bester Ton
Lora Hirschberg, Richard King, Edward Novick, Gary A. Rizzo – Inception
Skip Lievsay, Craig Berkey, Greg Orloff, Peter F. Kurland, Douglas Axtell – True Grit
Glenn Freemantle, Ian Tapp, Richard Pryke, Steven C. Laneri, Douglas Cameron – 127 Hours
John Midgley, Lee Walpole, Paul Hamblin, Martin Jensen – The King’s Speech
Ken Ishii, Craig Henighan, Dominick Tavella – Black Swan

### Beste visuelle Effekte
Peter Bebb, Chris Corbould, Paul Franklin, Andrew Lockley – Inception
Sean Phillips, Ken Ralston, David Schaub, Carey Villegas – Alice im Wunderland (Alice in Wonderland)
Dan Schrecker, Henrik Fett, Michael Capton, William Kalinoski – Black Swan
Nicolas Aithadi, Tim Burke, John Richardson, Christian Manz – Harry Potter und die Heiligtümer des Todes – Teil 1 (Harry Potter and the Deathly Hallows)
Guido Quaroni, Michael Fong, David Ryu – Toy Story 3

### Bester animierter Spielfilm
Toy Story 3 – Lee Unkrich
Drachenzähmen leicht gemacht (How to Train Your Dragon) – Dean DeBlois, Chris Sanders
Ich – Einfach unverbesserlich (Despicable Me) – Pierre Coffin, Chris Renaud

### Bester animierter Kurzfilm
The Eagleman Stag – Michael Please
Matter Fisher – David Prosser
Thursday – Matthias Hoegg

### Bester Kurzfilm
Until the River Runs Red – Poss Kondeatis, Paul Wright
Connect – Samuel Abrahams, Beau Gordon
Lin – Simon Hessel, Piers Thompson
Rite – Michael Pearce, Ross McKenzie, Paul Welsh
Turning – Karni Arieli, Saul Freed, Alison Sterling, Kat Armour-Brown

### Beste Nachwuchsleistung (Carl Foreman Award)
Chris Morris (Regie, Drehbuch) – Four Lions
Clio Barnard (Regie), Tracy O’Riordan (Produktion) – The Arbor
Banksy (Regie), Jaimie D’Cruz (Produktion) – Exit Through the Gift Shop
Gareth Edwards (Regie, Drehbuch) – Monsters
Nick Whitfield (Regie, Drehbuch) – Skeletons

### Bester nicht-englischsprachiger Film
Verblendung (Män som hatar kvinnor), Schweden – Søren Stærmose, Niels Arden Oplev
Biutiful, Mexiko – Alejandro González Iñárritu, Jon Kilik, Fernando Bovaira
I Am Love (Io sono l'amore), Italien – Luca Guadagnino, Francesco Melzi d'Eril, Marco Morabito, Massimiliano Violante
In ihren Augen (El secreto de sus ojos), Argentinien – Mariela Besuievsky, Juan José Campanella
Von Menschen und Göttern (Des hommes et des dieux), Frankreich – Xavier Beauvois, Pascal Caucheteux, Étienne Comar

### Beste darstellerische Nachwuchsleistung(Orange Rising Star Award)
Der Orange Rising Star Award ist ein Publikumspreis, der Preisträger wurde durch eine telefonische Abstimmung ermittelt. Die Kandidaten wurden bereits am 10. Januar 2011 vorgestellt.
Tom Hardy
Gemma Arterton
Andrew Garfield
Aaron Johnson
Emma Stone

## Ehrenpreise

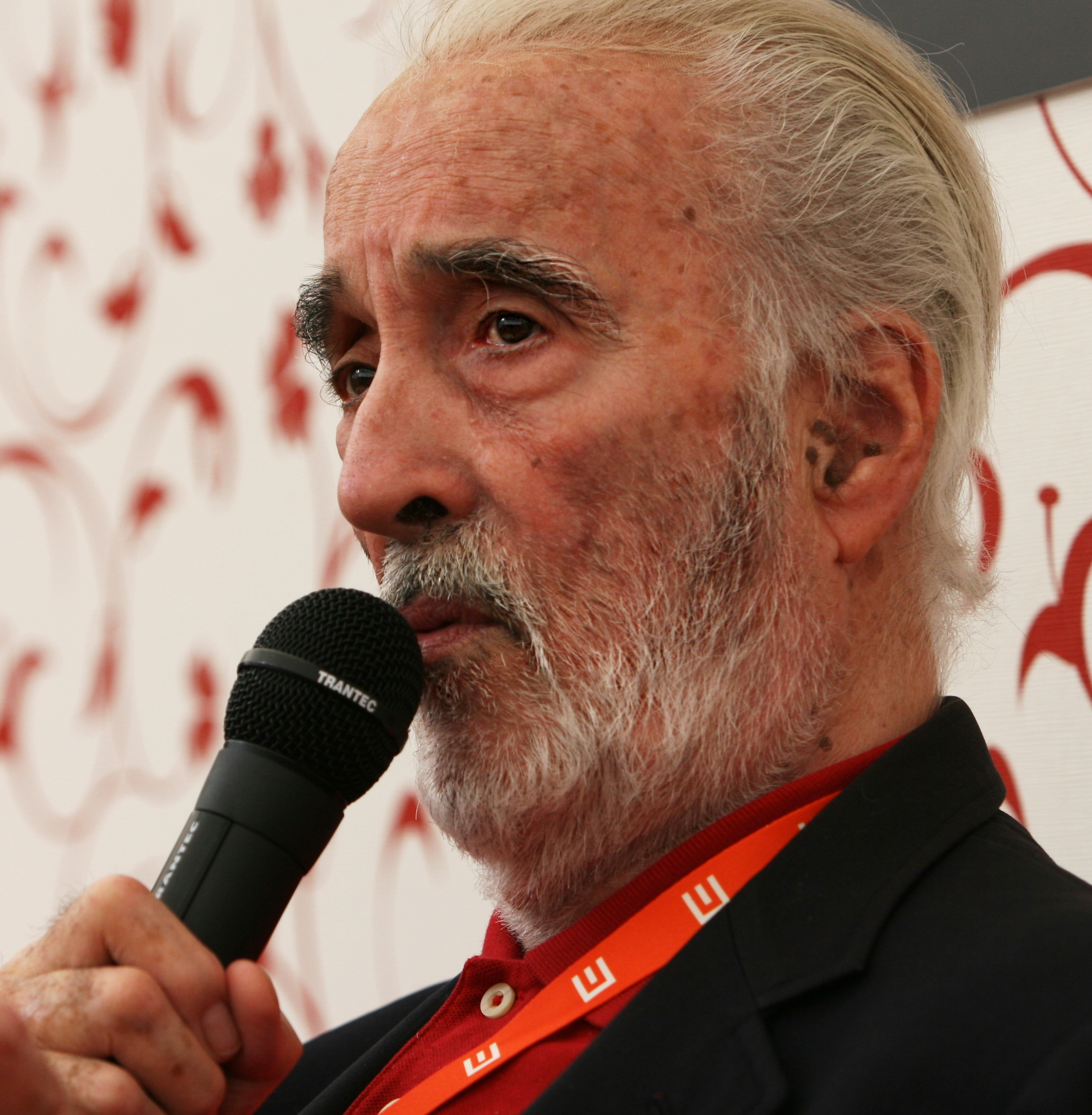
Christopher Lee, Academy Fellow von 2011

### Academy Fellowship
- Christopher Lee – britischer Theater- und Filmschauspieler

### Herausragender britischer Beitrag zum Kino
(Outstanding British Contribution to Cinema)
- Harry-Potter-Filmreihe

Die Schriftstellerin Joanne K. Rowling und der Filmproduzent David Heyman nahmen stellvertretend die Auszeichnung entgegen.

### Special Award
- Christopher Challis – britischer Kameramann
- Ken Adam – deutsch-britischer Filmarchitekt